# 水野降禄
水野 降禄（みずの こうろく、1870年（明治3年）1月23日 - ）は、大日本帝国陸軍軍人。最終階級は陸軍大佐。従五位勲三等。

## 経歴・人物
熊本県平民・水野可素の子。1892年（明治25年）7月23日、陸軍士官学校第3期卒業。翌年3月、少尉任官。郷里の熊本歩兵第13連隊で勤務を開始する。
歩兵第23旅団副官を経て、1899年（明治32年）5月、津島警備隊副官。同年6月、大尉。同年末、対馬警備歩兵大隊中隊長。1902年（明治35年）1月、同司令部副官。1907年（明治40年）、樺太守備隊副官。
1912年（大正元年）9月28日、陸軍歩兵中佐に任官。金沢の歩兵第7連隊附を経て、1916年（大正5年）8月18日、陸軍歩兵大佐・岡山連隊区司令官となった。1918年（大正7年）7月24日、待命し、翌年の1919年（大正8年）1月15日、予備役となった。